# Ruta 32 (Bolivien)
Die Ruta 32 ist eine Nationalstraße (Ruta Nacional) im südamerikanischen Andenstaat Bolivien im Planungsstadium.

## Streckenführung
Die Straße ist mit einer Länge von 65 km geplant, hat als unbefestigte und nicht begradigte Landstraße derzeit jedoch eine Länge von 78 Kilometern und durchquert den Südteil der Cordillera Azanaques.
Die Ruta 32 verläuft von Südwesten nach Nordosten zwischen dem Poopó-See und der Cordillera Central. Die Straße ist geplant als Verbindung zwischen den Nationalstraßen Ruta 1 und Ruta 6 und verläuft durch eine dünn besiedelte Hochgebirgsregion im zentralen Teil Boliviens, die bisher verkehrsmäßig weitgehend unerschlossen ist.
Die Ruta 32 ist in ihrem bisherigen Verlauf nicht asphaltiert, sie besteht auf ihrer gesamten Länge aus Schotter- und Erdpiste. Die Straße beginnt im Departamento Oruro bei der kleinen Ortschaft Andamarca Crucero und endet weiter östlich bei Pocoata im Departamento Potosí.
Die Straße ist derzeit noch in Planung und hat bisher noch nicht das Gesetzgebungsverfahren durchlaufen, so dass der zukünftige Streckenverlauf noch nicht eindeutig festgelegt ist.

## Streckenabschnitte

### Departamento Oruro
- km 000: Andamarca Crucero
- km 019: Irunzata
- km 025: Vintuta
- km 026: Cachuyo
- km 031: Cututu
- km 037: Berenguela

### Departamento Potosí
- km 041: Choco
- km 047: Villa Alcarapi
- km 052: Vila Vila
- km 055: Utavi
- km 060: Chulloca
- km 067: Totora
- km 078: Pocoata